# Addiction (음반)
《Addiction》(어딕션)는 일본의 여성 아이돌 그룹 사쿠라자카46의 두 번째 음반. 2025년 4월 30일에 소니 레코드에서 발매되었다.

## 개요
사쿠라자카46에 개명 후 전작인 〈As you know?〉 발매 이후 1년 4개월 만에 발매되는 두 번째 음반이다.

### 내용주
1. ↑  케야키자카46 명의의 앨범 4번째(베스트 앨범을 포함)이다.